# Neuhof
Neuhof es un municipio del distrito de Fulda, en Hesse, Alemania. Está situado 15 km al suroeste de la capital distrital Fulda.
Se divide en ocho localidades y tiene más de mil años de historia. Neuhof y Neustadt se mencionan por primera vez en 956. Ellers es mencionada por primera vez en 1165 como "Elderiches".
A 31 de diciembre de 2015 tiene 10 838 habitantes en un área de 90.28 km².

## Localidades en Neuhof
El municipio se divide en las siguientes localidades:
| Localidad                          | Habitantes | Habitantes |
| ---------------------------------- | ---------- | ---------- |
| Neuhof (Ellers, Neustadt y Opperz) | 4898       | 45,1 %     |
| Rommerz                            | 1643       | 15,1 %     |
| Hattenhof                          | 1524       | 14,2 %     |
| Giesel                             | 1022       | 9,4 %      |
| Hauswurz                           | 942        | 8,7 %      |
| Dorfborn (con Kahlberg)            | 606        | 5,6 %      |
| Tiefengruben                       | 149        | 1,4 %      |
| Kauppen                            | 85         | 0,8 %      |
| total                              | 10 869     | 100 %      |